# 8719 Vesmír
8719 Vesmír là một tiểu hành tinh vành đai chính với chu kỳ quỹ đạo là 1570.1572425 ngày (4.30 năm).
Nó được phát hiện ngày 11 tháng 11 năm 1995.